# Uje Brandelius
Uje Brandelius, född 24 juli 1971 i Sigtuna församling i Stockholms län, är en svensk musiker, sångare, skådespelare och journalist.

## Biografi
Uje Brandelius är uppvuxen i Gävle och hans förnamn är bildat av föräldrarnas respektive förnamn. Han är son till syokonsulenten Jerker Brandelius och idrottsläraren Ulla Bergholtz, brorson till journalisten Pia Brandelius, sonson till advokaten Erik Brandelius och brorsons son till sångaren Harry Brandelius. Han är också dotterson till klockgjutaren Gösta Bergholtz vars släkt drev Bergholtz klockgjuteri.
Sedan 1991 är han frontfigur i popbandet Doktor Kosmos. Han släppte sin första soloskiva Spring, Uje, spring 2015. Strax efter diagnostiserades Brandelius med Parkinsons sjukdom, vilket ledde till att han skapade en självbiografisk scenföreställning, även den med titeln Spring, Uje, spring. Föreställningen hade premiär i november 2016 och sattes sedan upp på Södra Teatern, Stockholms improvisationsteater, Dramaten och på scener runt om i Sverige. Den sista föreställningen spelades i maj 2018. I maj 2017 hade en radioversion av pjäsen premiär på Sveriges Radio Drama, och i oktober 2018 kom pjäsen på silverplats i den prestigefulla tävlingen Prix Europa.
År 2020 filmatiserades berättelsen i regi av Henrik Schyffert och med Brandelius själv i huvudrollen. Långfilmen, även den med titeln Spring Uje spring, hade premiär på Göteborg Film Festival i januari 2020. Filmen nominerades till sex Guldbaggar vid Guldbaggegalan 2021 varav den vann tre, bland annat Bästa film. Brandelius själv vann i kategorierna Bästa manliga huvudroll och Bästa manuskript.
I februari 2009 började han arbeta som pressekreterare och senare organisationschef för Vänsterpartiet där han blev kvar i åtta år. Brandelius har varit journalist på Arbetarbladet och programledare i Sveriges Radio P3, P4 samt SR Gävleborg och SVT där han bland annat har medverkat i panelen på Studio Pop. Brandelius har skrivit texten till introt till Utbildningsradions barnprogram Slappis.
År 2018 debuterade han som barnboksförfattare med Hemma hos Harald Henriksson (Lilla Piratförlaget), med illustrationer av Clara Dackenberg. Berättelsen kretsar kring vänskap och klass. Boken nominerades till Augustpriset i kategorin barn- och ungdomsböcker.
2020 debuterade han som programledare i Sveriges Radios program Känsligt Läge. Programmet sänds i P1 och varje säsong utforskas ett nytt tema, till exempel kroppen eller döden.
År 2023 deltog Uje Brandelius i Melodifestivalen med bidraget "Grytan", som har skrivits av honom själv. Bidraget slutade på en sjätteplats i den andra deltävlingen i Linköping den 11 februari. Samma år tilldelades han kulturpriset Hassepriset för sina "djärva ord och absurda bilder som får familjens köksbord, miljonprogrammet och kärleken att glimma av magisk betongrealism" samt "för striden mot tiden – och en blick som gör leken och solidariteten till ett".
År 2024 genomförde Brandelius en julturné under namnet Våra minst älskade julsånger. Föreställningen innehöll nyskrivna låtar på temat jul från Brandelius och den fick mycket god kritik i media.

## Privatliv
Uje Brandelius var 2001–2004 gift med musikern och konstnären Catti Brandelius, och 2000 fick de en son. I ett senare förhållande fick han en dotter 2004. Han är sambo med teaterchefen och skådespelaren Therese Hörnqvist (född 1974), som han friade till i radions direktsändning då han sommarpratade den 15 juli 2018. De fick en dotter tillsammans 2015. 2016 blev det känt att Uje Brandelius har drabbats av Parkinsons sjukdom.
Han är bosatt med sin familj i Bredäng i södra Stockholm. Han har även ett kollektivhus på Selaön utanför Strängnäs.

## Diskografi

### Album
- 2015 – Spring, Uje, spring (ETgohome).

### Singlar
- 2015 – Här kommer livet (och du fattar ingenting) (ETgohome).

### Översättningar
- 2020 – Pojken, mullvaden, räven och hästen (The boy, the mole, the fox and the horse) (Forum) av Charlie Mackesy.[29]

## Filmografi
- 2020 – Spring Uje spring
- 2021–2023 – Thunder in My Heart (TV-serie)

## Utmärkelser
- 2020 – Guldbaggen för bästa manliga huvudroll
- 2020 – Guldbaggen för bästa manus

- 2024 – Hassepriset